# Jerónimo Barrales
Jerónimo Barrales (Adrogué, 28 gennaio 1987) è un calciatore argentino, attaccante del Kalamata.

## Carriera
Ha giocato nella massima serie argentina con il Banfield e l'Union ed in seconda serie con l'Huracan.
Nel 2013 passa all'Asteras Tripolis, squadra della massima serie greca, con la cui maglia segna un gol in Europa League 2014-2015, contro gli inglesi del Tottenham. Nella stessa stagione riesce a diventare il capocannoniere della Souper Ligka Ellada realizzando 17 reti.

## Palmarès

### Individuale
- Capocannoniere della Souper Ligka Ellada: 1

2014-2015 (17 gol)